# 江南市立古知野東小学校
江南市立古知野東小学校（こうなんしりつ こちのひがししょうがっこう）は愛知県江南市宮後町にある公立の小学校。通称「古東」（こひがし）

## 概要
- 江南厚生病院に院内学級の「たんぽぽ学級」を設置している。

## 沿革
- 1873年（明治6年）9月 - 丹羽郡高屋村に種穂学校が開校。高屋山永正寺[注釈 1]を仮校舎とする。高屋村、宮後村、江森村、前野村の児童が通学する。
- 1875年（明治8年）6月 - 高屋学校に改称する。
- 1876年（明治9年）12月 - 江森村が柏森学校に移る。
- 1877年（明治10年）
  - 2月 - 前野村に前野学校が開校し、高屋学校から離脱する。
  - 7月 - 宮後村に宮後学校が開校し、高屋学校から離脱する。
- 1878年（明治11年）
  - 3月 - 校舎を新築し、移転する。
  - 4月 - 高屋村と北高屋村が合併し、両高屋村となる。
- 1882年（明治15年）8月 - 江森村が柏森学校から高屋学校に移る。
- 1886年（明治19年） - 前野学校と宮後学校が高屋学校に統合される。
- 1887年（明治20年）4月 - 尋常小学高屋学校に改称する。両高屋村、宮後村、前野村、山尻村、江森村の児童が通学する。
- 1888年（明治21年）4月 - 前野村に前野分教場（1・2年）を設置する。
- 1889年（明治22年）10月1日 - 山尻村、江森村、前野村、宮後村が合併し、旭村が発足。
- 1892年（明治25年）10月 -
  - 尋常小学高屋学校が両高屋村立両高屋尋常小学校に改称する。
  - 尋常小学高屋学校前野分教場が独立し、旭村立旭尋常小学校となる。
- 1906年（明治39年）
  - 5月1日 - 古知野町、両高屋村、旭村、和勝村、東野村及び栄村の一部、秋津村の一部（尾崎・石枕・北野・山王）と合併し、改めて古知野町が発足。石枕、山王は秋津尋常小学校から旭尋常小学校に移る。
  - 12月 - 旭尋常小学校と両高屋尋常小学校を統合し、古知野第二尋常小学校となる。統合校舎は無く、旧・旭尋常小学校を東仮教場、旧・両高屋尋常小学校を西仮教場とする。
- 1907年（明治43年）3月 - 統合校舎が完成する。東仮教場、西仮教場を廃止。
- 1918年（大正7年） - 校舎を増築する。
- 1921年（大正10年）
  - 3月25日 - 高等科を設置し、古知野第二尋常高等小学校に改称する。
  - 4月15日 - 古知野東尋常高等小学校に改称する。
- 1941年（昭和16年）4月1日 - 愛知県丹羽郡古知野町立古知野町東国民学校に改称する。
- 1947年（昭和22年）4月1日 - 古知野町立古知野東小学校に改称する。
- 1954年（昭和29年）6月1日 - 丹羽郡古知野町、布袋町、葉栗郡宮田町、草井村が合併し、江南市が発足。同時に江南市立古知野東小学校に改称する。
- 1968年（昭和43年） - 新校舎（鉄筋コンクリート造3階建）が完成する。
- 1971年（昭和46年） - 体育館が完成する。
- 1973年（昭和48年） - 新校舎（鉄筋コンクリート造4階建）が完成する。
- 1978年（昭和53年） - 校舎（鉄筋コンクリート造3階建）を増築する。
- 1980年（昭和55年） - 校舎（鉄筋コンクリート造4階建）を増築する。

## 通学区域
- 前野町、宮後町、山王町、石枕町、高屋町（清水の一部、大松原の一部を除く）、野白町[1]。

## 進学先中学校
- 江南市立古知野中学校

## 交通アクセス
- 名鉄犬山線江南駅下車、徒歩約20分。

## 周辺施設
- 江南市立古知野中学校（当校校区と、古知野南小学校校区の境界）
- 愛知県立江南高等学校（古知野南小学校校区）
- 愛知県立古知野高等学校（門弟山小学校校区）
- 江南駅（古知野南小学校校区）
- 江南自動車学校
- 江南市体育館
- 江南厚生病院
- 前野屋敷跡地（のちの阿波国大名蜂須賀家の屋敷跡）
- しみず公園（青木川水源）